# Mistrzostwa Europy w Curlingu 2023/Grupa C
Mistrzostwa Europy w Curlingu Dywizji C 2023 – turniej, który odbył się w dniach 29 kwietnia–6 maja 2023 w szkockim Dumfries. W dywizji C wystartowało 8 reprezentacji męskich i 10 żeńskich. Awans do dywizji B uzyskali Ukraińcy, Liechtensteińczycy i Polacy oraz Polki i Słowaczki.

## System rozgrywek
Round Robin rozegrany został w systemie kołowym (każdy z każdym). Do fazy play-off awansowały cztery najlepsze drużyny. Faza play-off składała się z półfinałów, w których 1 drużyna po Round Robin zagrała z 4, a 2 drużyna po Round Robin z 3. Zwycięzcy półfinałów awansowali do dywizji B i zagrali o mistrzostwo dywizji w finale, a przegrani w meczu o 3 miejsce.
System ten obowiązywał zarówno w turnieju pań jak i panów.

## Kobiety

### Reprezentacje
| Francja | Hiszpania | Holandia | Irlandia | Polska                                                                                            |
| --- | --- | --- | --- | ------------------------------------------------------------------------------------------------- |
| Czwarta: Allison Brageul Skip: Élodie Fuchs Druga: Elodie Verger Otwierająca: Sylvie Reist                                                                | Czwarta: Daniela García Trzecia: María Gómez Skip: Patricia Ruiz Otwierająca: Emma López                      | Skip: Lisenka Bomas Trzecia: Marit van Valkenhoef Druga: Anandi Bomas Otwierająca: Linde Nas Rezerwowa: Kimberly Glasbergen-Honders | Czwarta: Alison Fyfe Skip: Ailsa Barron Druga: Jen Ward Otwierająca: Erin Furey                                                               | Skip: Aneta Lipińska Trzecia: Ewa Nogły Druga: Marta Leszczyńska Otwierająca: Magdalena Kołodziej |
| Portugalia | Serbia | Słowacja | Ukraina | Walia                                                                                             |
| Skip: April Gale Seixeiro Trzecia: Antonieta Martins Ethier Druga: Irene Pita-Goodis Otwierająca: Graciete Martins Folster Rezerwowa: Fiona Grace Simpson | Czwarta: Dara Gravara-Stojanović Trzecia: Dragana Bajkanović Druga: Tamara Kurešević Skip: Olivera Momčilović | Czwarta: Daniela Matulová Skip: Gabriela Kajanová Druga: Paulina Hajduk Otwierająca: Martina Ščepková Rezerwowa: Jana Matulová      | Skip: Anastasija Kotowa Trzecia: Jarosława Kaliniczenko Druga: Ołeksandra Kononenko Otwierająca: Diana Moskalenko Rezerwowa: Anastasija Mosol | Skip: Laura Beever Trzecia: Judith Glazier Druga: Emily Simpson Otwierająca: Anna Carruthers      |

### Round Robin
| Państwo    | W | P |
| ---------- | - | - |
| Polska     | 7 | 2 |
| Słowacja   | 6 | 3 |
| Portugalia | 6 | 3 |
| Irlandia   | 6 | 3 |
| Ukraina    | 5 | 4 |
| Hiszpania  | 5 | 4 |
| Holandia   | 4 | 5 |
| Francja    | 3 | 6 |
| Walia      | 3 | 6 |
| Serbia     | 0 | 9 |

     Kwalifikacja do fazy play-off

### Play-off
|  | Półfinały | Półfinały  | Półfinały |  |  | Finał             | Finał             | Finał             |
|  |           |            |           |  |  |                   |                   |                   |
|  | 1         | Polska     | 6         |  |  |                   |                   |                   |
|  | 4         | Irlandia   | 0         |  |  |                   |                   |                   |
|  |           |            |           |  |  | 1                 | Polska            | 8                 |
|  |           |            |           |  |  | 2                 | Słowacja          | 7                 |
|  | 2         | Słowacja   | 10        |  |  |                   |                   |                   |
|  | 3         | Portugalia | 7         |  |  | Mecz o 3. miejsce | Mecz o 3. miejsce | Mecz o 3. miejsce |
|  |           |            |           |  |  |                   |                   |                   |
|  |           |            |           |  |  | 4                 | Irlandia          | 9                 |
|  |           |            |           |  |  | 3                 | Portugalia        | 6                 |

#### Finał
| Państwo | Państwo  | 1 | 2 | 3 | 4 | 5 | 6 | 7 | 8 | 9 | 10 | Ogółem |
|         | Polska   | 3 | 1 | 0 | 1 | 0 | 1 | 1 | 0 | 1 | X  | 8      |
|         | Słowacja | 0 | 0 | 2 | 0 | 4 | 0 | 0 | 1 | 0 | X  | 7      |

### Klasyfikacja końcowa
|  | Awans do dywizji B |

| #  | Państwo    | Skip                |
| -- | ---------- | ------------------- |
| 1  | Polska     | Aneta Lipińska      |
| 2  | Słowacja   | Gabriela Kajanová   |
| 3  | Irlandia   | Ailsa Barron        |
| 4  | Portugalia | April Gale Seixeiro |
| 5  | Ukraina    | Anastasija Kotowa   |
| 6  | Hiszpania  | Patricia Ruiz       |
| 7  | Holandia   | Lisenka Bomas       |
| 8  | Francja    | Élodie Fuchs        |
| 9  | Walia      | Laura Beever        |
| 10 | Serbia     | Olivera Momčilović  |

## Mężczyźni

### Reprezentacje
| Andora | Chorwacja | Grecja | Gruzja |
| --- | --- | --- | --- |
| Skip: Josep Garcia Trzeci: César Mialdea Otwierający: Valentín Ortiz                                                  | Skip: Alberto Skendrović Trzeci: Bojan Gabrić Drugi: Davor Džepina Otwierający: Sasa Vidmar Rezerwowy: Hrvoje Tolić | Skip: Alexandros Arampatzis Trzeci: Dionysios Karakostas Drugi: Efstrantios Kokkinellis Otwierający: Georgios Vakirtzis Rezerwowy: Nikolaos Zacharias | Skip: Giorgi Jeiranashvili Trzeci: Davit Minasiani Drugi: Kakha Ambrolava Otwierający: Gocha Jeiranashvili             |
| Liechtenstein | Polska | Słowenia | Ukraina |
| Skip: Lukas Matt Trzeci: Harald Sprenger Drugi: Johannes Zimmermann Otwierający: Peter Prasch Rezerwowy: Mauro Liesch | Skip: Konrad Stych Trzeci: Krzysztof Domin Drugi: Marcin Ciemiński Otwierający: Bartosz Łobaza                      | Skip: Gaber Bor Zelinka Trzeci: Simon Langus Drugi: Tomas Tišler Otwierający: Jakob Omerzel Rezerwowy: Noel Gregori                                   | Skip: Eduard Nykołow Trzeci: Jarosław Szchur Drugi: Artem Suhak Otwierający: Władysław Kowal Rezerwowy: Artem Hasynets |

### Round Robin
| Państwo       | W | P |
| ------------- | - | - |
| Polska        | 7 | 0 |
| Ukraina       | 6 | 1 |
| Słowenia      | 5 | 2 |
| Liechtenstein | 4 | 3 |
| Andora        | 3 | 4 |
| Chorwacja     | 2 | 5 |
| Grecja        | 1 | 6 |
| Gruzja        | 0 | 7 |

     Kwalifikacja do fazy play-off

### Play-off
|  | Półfinały | Półfinały     | Półfinały |  |  | Finał             | Finał             | Finał             |
|  |           |               |           |  |  |                   |                   |                   |
|  | 1         | Polska        | 4         |  |  |                   |                   |                   |
|  | 4         | Liechtenstein | 5         |  |  |                   |                   |                   |
|  |           |               |           |  |  | 4                 | Liechtenstein     | 2                 |
|  |           |               |           |  |  | 2                 | Ukraina           | 10                |
|  | 2         | Ukraina       | 6         |  |  |                   |                   |                   |
|  | 3         | Słowenia      | 4         |  |  | Mecz o 3. miejsce | Mecz o 3. miejsce | Mecz o 3. miejsce |
|  |           |               |           |  |  |                   |                   |                   |
|  |           |               |           |  |  | 1                 | Polska            | 8                 |
|  |           |               |           |  |  | 3                 | Słowenia          | 4                 |

#### Finał
| Państwo | Państwo       | 1 | 2 | 3 | 4 | 5 | 6 | 7 | 8 | 9 | 10 | Ogółem |
|         | Liechtenstein | 0 | 0 | 0 | 0 | 2 | 0 | X | X | X | X  | 2      |
|         | Ukraina       | 2 | 4 | 0 | 3 | 0 | 1 | X | X | X | X  | 10     |

### Klasyfikacja końcowa
|  | Awans do dywizji B |

| # | Państwo       | Skip                  |
| - | ------------- | --------------------- |
| 1 | Ukraina       | Eduard Nykołow        |
| 2 | Liechtenstein | Lukas Matt            |
| 3 | Polska        | Konrad Stych          |
| 4 | Słowenia      | Gaber Bor Zelinka     |
| 5 | Andora        | Josep Garcia          |
| 6 | Chorwacja     | Alberto Skendrović    |
| 7 | Grecja        | Alexandros Arampatzis |
| 8 | Gruzja        | Giorgi Jeiranashvili  |